# Haute-Rivoire
Haute-Rivoire este o comună în departamentul Rhône din sud-estul Franței. În 2009 avea o populație de 1.328 de locuitori.

## Evoluția populației
| An        | 1975  | 1982  | 1990  | 1999  | 2006  | 2009  |
| --------- | ----- | ----- | ----- | ----- | ----- | ----- |
| Populație | 1.042 | 1.014 | 1.100 | 1.182 | 1.301 | 1.328 |